# Картал (городище)
Городище Картал — пам'ятка археології національного значення періоду існування Стародавнього Риму (комплекси трьох великих культурно-хронологічних періодів ранньої залізної доби: епохи середнього гальштата (VIII—VII ст. до н. е.), гетської культури (IV ст. до н. е.) та римсько-дакійської епохи (II—III ст.)). Поселення Картал утворилося у VI—VIII століттях до нашої ери. Нині є пам'яткою історії. Значно пошкоджена у результаті розробки кам'яного кар'єру.
Місце розташування — поряд із селом Орлівка Ізмаїльського району Одеської області.

## Місцезнаходження
Городище Картал розташовано «Кам'яній горі» що за 1,5 км від села Орлівка Ізмаїльського району Одеської області. Омивається «Кам'яна гора» з трьох сторін водами річок Дунай, Кагул та їх протоками, озером Картал.
Неподалік від комплексу розташований ґрунтовий Фракійський могильник.

## Історія дослідження
Перші фрагменти предметів побуту із римськими написами було знайдено у XIX столітті.Про деякі з них йдеться у згадках V Македонського легіона, який забезпечував охорону переправи через Дунай до Чорноморського узбережжя.
Дослідження новітнього періоду було розпочато у 1960-тих, після того, як на території с. Орлівка у 1967 році випадково було знайдено Орлівський скарб кізикінів, який складався з кізикінів у бронзовій ойнохої. Знахідка датується початком 5 — кінцем 4 ст. до н. е..
На початку 2000-х експедиція Одеського археологічного музею Національної Академії наук України провела невеликі розкопки на «Кам'яній Горі». Довгий час вважалося, що на ній знаходилася лише римська фортеця (форт) Аліобрикс. 
Відкрита багатометрова послідовність культурних шарів, датувані часом енеоліту (V-IV тис. До н.е.), бронзового та ранньозалізного століть, привернуло увагу до більш детальних досліджень. Римський форт виявився лише верхньою частиною над залишками поселень та некрополів різних культур та епох, що існували на цьому місці протягом майже 6 тисяч років. З того часу експедиції до Орлівки стали регулярними, що дозволяють детально вивчити стародавнє місто. Щоліта тут працюють на розкопках студенти гуманітарних навчальних закладів. Керує розкопками директор одеського музею професор Ігор Бруяко.
Розкопки різних років виявляли скарб електрових давньогрецьких монет кізикінів. У 2015 році дослідники археологічної експедиції Одеського археологічного музею у фракійському могильнику Картал виявили декількох скелетів. У 2016 році в археологічних дослідженнях брали участь студенти факультету української філології та соціальних наук Ізмаїльського державного гуманітарного університету на чолі із Іваном Татаріновим.
У серпні 2019 року у рамках співпраці між Ізмаїльським державним гуманітарним університетом (ІДГУ), університетом «Нижній Дунай» (Румунія), Державним педагогічним університетом ім. Йона Крянге (Молдова) та Одеським археологічним музеєм протягом місяця була організована археологічна експедиція студентів ІДГУ. Організацію археологічної практики студентів історичного відділення під керівництвом Олександра Михайлова взяла на себе Громадська організація «Центр розвитку Бессарабії».

## Опис

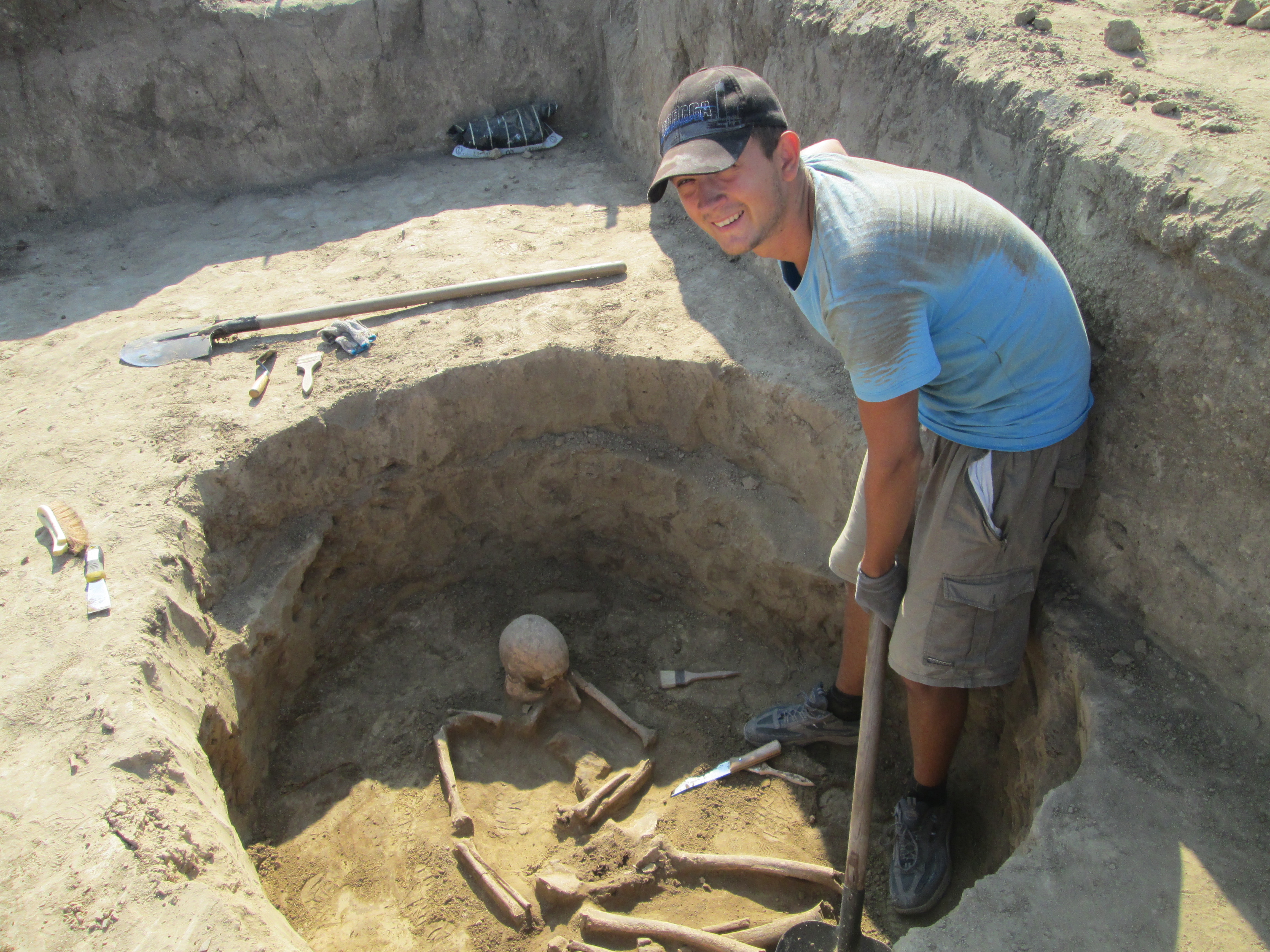
Археологічна експедиція до фракійського могильника Картал (липень 2015)

Ще й досі можна розгледіти масивний рів, що оточував городище у стародавні часи. Археологи виявили між Карталом та селом Орлівка Ренійського району залишки неукріпленого поселення, кілька невеликих курганів та ґрунтовий могильник.
Загальна площа об'єкта складає трохи менше 2 гектарів. Городище вважається багатошаровим пам'ятником, де представлені комплекси трьох великих культурно-хронологічних періодів ранньої залізної доби: епохи середнього гальштата (VIII—VII ст. до н. е.), гетської культури (IV ст. до н. е.) та римсько-дакійської епохи (II—III ст.).
В ході вивчення Картала вченим вдалося простежити виразні риси взаємодії кількох культур, включаючи гето-дакійської та римської. Це підтверджується знайденими фрагментами посуду, включно із одноручними чашками, мисками та горщиками. Предмети побуту виготовлялися, головним чином, на класичному гончарному колі з сірої глини. Практично всі знахідки прикрашалися хвилястими лінійними орнаментами.
Починаючи з I століття до н. е., об'єкт входив до системи укріплень, створених гето-дакійських племінними групами для захисту місцевих жителів від римських нападів. У північно-західній частині «Кам'яної гори» знаходиться двопанцирна стіна з каменя та глиняної забутовки, де, вочевидь, було зведено оборонну вежу.
Гарнізон укріплення складався із підрозділів першого італійського та п'ятого македонського легіонів. Поруч дислокувалися судна Флавієва Мезійського флоту. Ближче до III століття городище припинило існування. Деякі історики схиляються до думки, що в одному зі своїх походів Тиберій Плавцій Сільван Еліан захопив фортецю, після чого її зруйнував. Підтверджують це знайдені сліди великої пожежі.
Оборонне укріплення, що розташоване біля села Орлівка, вважалося передмостовим об'єктом, що входив до системи дунайської оборонної лінії, закладеної самими римлянами для забезпечення захисту великої імперії. Лівий берег нижньої течії Дунаю було відведено під розміщення Кремніска та Аліобрікса. Який з представлених пунктів ототожнює городище, в даний час до сих пір не вдалося достеменно встановити.

### Поховання
| Назва                                                             | Опис |
| Доба середнього гальштата (VIII—VII ст.) — три комплекси          | |
| «Поховання № 16» (у вигляді ями з масовими похованнями)           | Відкрите у 2005 році поруч з територією могильника, приблизно за 30 метрів від крайніх поховань. За своєю конструкцією яма найбільше нагадує звичайну господарську, що має форму витягнутої по лінії північ — південь окружності, що наближається до овалу. Стінки розширюються від гирла до дна. Розміри 1,85×2,05 м. Глибина — 1 м від сучасної поверхні (0,5 м від рівня фіксації контурів). Кістки скелетів, головним чином, концентруються попід стінами ями. Крім людських, в ямі виявлені й кістки тварин, в тому числі, неповний скелет собаки. |
| «Поховання № 84»                                                  | Розкопано 2007 року, неподалік (за 28-30 м) від комплексу «Поховання № 16» Колективне поховання, яруснием, розміщене до неглибокої ями звичайного господарського типу. Її контур виявлений на глибині 0,5 м від сучасної поверхні. Нижче, на рівні 0,7-0,75 м — розчищений перший кістяк — він лежав на лівому боці у скорченому положенні, але з таким сильним поворотом на живіт, що верхня частина тулуба фактично лежала ниць, лопатками догори. Кістки правої руки зігнуті в ліктях, променеві заведені під тулуб. Кістки ніг сильно зігнуті в колінах. Під цим похованням знаходилось ще два кістяка, що лежали один на одному. Нижній скелет був покладений на спину, ноги зігнуті в колінах і укладені вправо. |
| «Поховання № 170»                                                 | Розкопане у 2009 році у ямі № 149 (розкоп I). На глибині 90 см знайдено людський череп, а кістяк лежав на животі, руки зігнуті в ліктях та заведені під тулуб. Ноги зігнуті у колінах, малі гомілкові кістки укладені вліво, на південь. На уступі (120 см), в анатомічному порядку лежав скелет собаки. Тварина була укладено на правий бік, мордою на південь. У різних частинах ями, на дні під стінами виявлено собачі черепи та кістки скелета щонайменше від 6 особин. Північний сектор ями заповнений камінням. На рівні залягання кістяка й при його розбиранні траплялися характерні фрагменти столового посуду із тонкими стінками з глини із лощеною поверхнею. Однак, нижче кістяка й у придонній частині заповнення ями повністю переважають фрагменти кераміки середньогальштатського періоду — чернолощена кераміка та кухонний посуд |
| Доба гетської культури (V — початок III ст. до н. е.)             | |
| Яма № 161. Поховання № 178, 183                                   | Контур ями овальний в плані, зафіксований на позначці -80 см. Устя ями має розміри 85х120 см. У самому гирлі, при вибірці першого ж шару заповнення виявлено перше поховання — поховання № 178. Кістяк буквально втиснутий в овальному гирлі, до того не довгою його віссю (120 см), а короткою. Трохи вище дна (-180 см) розчищено ще три кістяки, що склали поховання № 183. Всі вони анатомічно повні, проте, лежали без видимого порядку та, ймовірно, були просто скинуті до ями. |
| Яма № 167                                                         | Яма правильної округлої форми діаметром 140 см та глибиною 75 см в материку. У східному секторі ями біля стінки, у заповненні на висоті 35 см від дна тім'яної частиною догори лежав досить масивний людський череп. |
| Яма № 174; Поховання № 285                                        | У заповненні ями траплялися фрагменти амфор елліністичного періоду. Кістяк залягав на глибині від 30 до 60 см від гирла, у західному секторі ями. |
| Римо-дакійський культурно-хронологічний горизонт (перші століття) | |
| Яма № 11 (розкоп III)                                             | Яма у вигляді трохи витягнутого кола. На позначці 0,8-0,9 м від краю ями, прямо по центру розчищено неповний людський скелет. До рівня цього, поховання у заповненні були знайдені численні фрагменти світлоглиняних вузькогорлих амфор. На рівні -1,15-1,20 м від краю ями, в її північно-східному секторі, виявлено парне дитяче поховання. Візуально більш дорослий індивідуум розташовувався ближче до заходу. Його положення скорчене на лівому боці з сильним розворотом на живіт (груди). Перший (західний) кістяк орієнтований головою на північ із відхиленням на схід. Другий — на північ з відхиленням на захід. |

## Знахідки

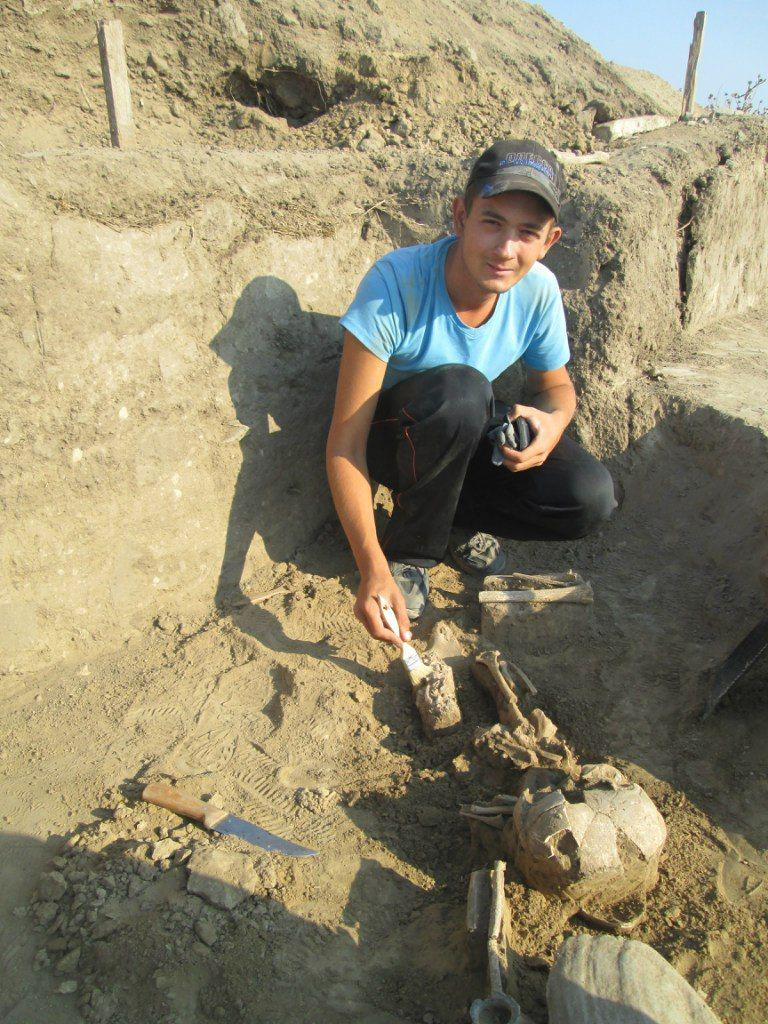
Археологічна експедиція до фракійського могильника Картал (липень 2015)

На півночі та північному заході городища знайдені житлові об'єкти, стіни яких виконані із сирцевої та слабовипаленої цегли, покладеної на ґрунт без фундаменту. Цоколь виготовлявся зі сланцевого каменю. Дах традиційно покривалася черепицею, а стіни примітивно штукатурились. На деяких ділянках знаходиться щільно утрамбована підлога, додатково покрита світлою глиною.
Про наявність будівель іншого типу свідчать залишки прутів, жердин та інших матеріалів.
Також знайдено фрагменти посуду гето-дакійської та римської культур, до яких можна віднести одноручні чашки, миски та горщики. Предмети побуту виготовлялися, головним чином, на класичному гончарному колі з сірої глини. Практично всі знахідки прикрашалися хвилястими лінійними орнаментами.
З привізної кераміки було знайдено амфори, червоно-лаковий посуд I—III століть нашої ери. Крім цього археологам вдалося виявити знаряддя праці, інструмент з бронзи, заліза та інших матеріалів. Також були знайдені уламки жорен та залишки точильного каменю. Величезну цінність мають знайдені мідні та срібні римські монети. Частина з них була виготовлена на початку I століття нашої ери.
В одній з експедицій було виявлено фрагменти рельєфу, на якому зображена богиня Діана під час полювання.